# Survivor Series (1991)
Survivor Series 1991 est le cinquième Survivor Series, pay-per-view annuel de catch produit par la World Wrestling Entertainment. Il s'est déroulé le lendemain de Thanksgiving, le 27 novembre 1991 au Joe Louis Arena de Detroit.
En France, cet évènement a fait l'objet d'une diffusion sur Canal+.

## Résultats
- Dark match : Tatanka def. Kato (7:44)
  - Tatanka a effectué le tombé sur Kato.
- (4 contre 4) Survivor Series match: Ric Flair, The Mountie, Ted DiBiase et The Warlord (w/Mr. Perfect, Jimmy Hart, Sensational Sherri et Harvey Wippleman) def. Roddy Piper, Bret Hart, Virgil et Davey Boy Smith (22:48)

| Élimination # | Catcheur                                   | Équipe             | Éliminé par | Manière | Temps     |
| ------------- | ------------------------------------------ | ------------------ | ----------- | --- | --------- |
| 1             | Davey Boy Smith                            | Team Piper         | Ric Flair   | Tombé après un fistdrop de Flair de la troisième corde | 10:55     |
| 2             | The Warlord                                | Team Flair         | Roddy Piper | Tombé après une intervention de Hart | 17:00     |
| 3             | DiBiase, The Mountie, Hart, Piper & Virgil | Team Piper & Flair | Personne    | Tous étaient disqualifiés pour une bagarre générale au centre du ring. Flair était éjecté du ring pendant la mêlée par Piper et n'était donc pas disqualifié. | 22:48     |
| Survivant:    | Ric Flair                                  | Ric Flair          | Ric Flair   | Ric Flair | Ric Flair |
- (4 contre 4) Survivor Series match: Sgt. Slaughter, Jim Duggan, The Texas Tornado et Tito Santana def. Col. Mustafa, The Berzerker, Skinner et Hercules (w/Mr. Fuji et Gen. Adnan) (14:19)

| Élimination # | Catcheur                                | Équipe                                  | Éliminé par                             | Manière                                        | Temps                                   |
| ------------- | --------------------------------------- | --------------------------------------- | --------------------------------------- | ---------------------------------------------- | --------------------------------------- |
| 1             | Col. Mustafa                            | Team Mustafa                            | Sgt. Slaughter                          | Tombé après une Clothesline                    | 7:57                                    |
| 2             | Hercules                                | Team Mustafa                            | Tito Santana                            | Tombé après une Flying Forearm                 | 12:05                                   |
| 3             | Skinner                                 | Team Mustafa                            | Sgt. Slaughter                          | Tombé après un Schoolboy                       | 13:31                                   |
| 4             | The Berzerker                           | Team Mustafa                            | Jim Duggan                              | Tombé après un combo de Irish Whip/Clothesline | 14:19                                   |
| Survivants:   | Duggan, Von Erich, Santana et Slaughter | Duggan, Von Erich, Santana et Slaughter | Duggan, Von Erich, Santana et Slaughter | Duggan, Von Erich, Santana et Slaughter        | Duggan, Von Erich, Santana et Slaughter |
- The Undertaker (w/Paul Bearer) def. Hulk Hogan pour remporter le WWF Championship (12:45)
  - Undertaker a effectué le tombé sur Hogan après un Tombstone Piledriver sur une chaise placée sur le ring par Ric Flair et était devenu le plus jeune WWF Champion.
- (4 contre 4) Survivor Series match: The Nasty Boys (Brian Knobbs et Jerry Sags) et The Beverly Brothers (Beau et Blake) defe. The Rockers (Shawn Michaels et Marty Jannetty) et The Bushwhackers (Luke Williams et Butch Miller) (23:06)

| Elimination # | Catcheur                       | Equipe                         | Éliminé par                    | Manière | Temps                          |
| ------------- | ------------------------------ | ------------------------------ | ------------------------------ | --- | ------------------------------ |
| 1             | Luke                           | Team Rockers                   | Knobbs                         | Tombé après une forearm de la deuxième corde                                                                     | 5:21                           |
| 2             | Butch                          | Team Rockers                   | Beau Beverly                   | Tombé après un Beverly Bomb                                                                                      | 10:13                          |
| 3             | Beau                           | Team Heel                      | Shawn Michaels                 | Tombé avec un backslide                                                                                          | 14:30                          |
| 4             | Shawn Michaels                 | Team Rockers                   | Knobbs                         | Tombé avec un rollup après une aide involontaire de Jannetty. Michaels s'est disputé avec Jannetty par la suite. | 19:41                          |
| 5             | Marty Jannetty                 | Team Rockers                   | Sags                           | Tombé quand Knobbs renversait le petit paquet de Jannetty                                                        | 23:06                          |
| Survivants:   | The Nasty Boys & Blake Beverly | The Nasty Boys & Blake Beverly | The Nasty Boys & Blake Beverly | The Nasty Boys & Blake Beverly                                                                                   | The Nasty Boys & Blake Beverly |
- (3 contre 3) Survivor Series match: The Legion of Doom (Hawk et Animal) et The Big Boss Man def. The Natural Disasters Earthquake et Typhoon) et Irwin R. Schyster (w/Jimmy Hart) (15:21)

| Élimination # | Catcheur     | Équipe            | Éliminé par | Manière                                                              | Temps  |
| ------------- | ------------ | ----------------- | ----------- | -------------------------------------------------------------------- | ------ |
| 1             | Big Boss Man | Team Big Boss Man | I.R.S.      | Tombé après avoir été frappé avec la mallette                        | 6:23   |
| 2             | Typhoon      | Team I.R.S.       | Hawk        | Tombé après avoir été frappé accidentellement avec la mallette       | 9:55   |
| 3             | Earthquake   | Team I.R.S.       | Personne    | Décompte à l'extérieur après avoir accompagné Typhoon aux vestiaires | 10:05  |
| 4             | I.R.S.       | Team I.R.S.       | Animal      | Tombé après une clothesline de la troisième corde                    | 15:21  |
| Survivants:   | L.O.D.       | L.O.D.            | L.O.D.      | L.O.D.                                                               | L.O.D. |
- - Randy Savage et Jake Roberts étaient supposés faire partie du match, mais à cause de l'incident "snake bite" qui a eu lieu une semaine plus tôt, ils étaient suspendus. Randy Savage a été le remplaçant de Sid Justice, qui était blessé.